# هارون شفیقی
هارون شفیقی (۱۲۹۶–۱۳۸۰) شاعر اهل ایران بود.

## زندگی
هارون شفیقی به سال ۱۲۹۶ در روستای عنبران در دامنهٔ جنوبی رشته کوه البرز از توابع شهرستان اردبیل چشم به جهان گشود.
پدرش ملا نجم الدین در کار کشاورزی، دامداری و خرید و فروش تولیدات روستایی و مادرش حمیرا، شاعر و از فرزندان شیخ علی تالشی نقشبندی بود. استاد تحت تأثیر مادرش به کار شعر می‌پرداخت. مادرش اولین راهنمای او بود که در اوان کودکی او را با آثار برجستهٔ ایران نظیر مثنوی معنوی، منطق الطیر، گلستان و … آشنا کرد. او در خانواده‌ای چهار نفره با برادرش زندگی می‌کرد.
شفیقی به عنوان فرزند بزرگ خانواده برای کسب علوم راهی سفر می‌شوند و توشه اش از این سفرهای متعدد تمام اطرافیانش را مبهوت می‌کند و چنان در علوم فقهی و ادبیات فارسی و عرب سرآمد می‌شوند که شهرتش تمام اکناف را در هم می‌پیچد. ایشان در آبان ماه ۱۳۲۸ تلاش کردند تا جذب ادارهٔ آموزش و پرورش شوند تا اینکه پس از دو ماه تلاش در روز ۲۸ دی ماه ۱۳۲۸ ابلاغی در کارگزینیِ ادارهٔ آموزش و پرورش شهرستان رشت برای تدریس در دبیرستان محمد رضا پهلوی سابق در رضوانشهر امروز با حقوق ما هانهٔ نود و دو تومان برای ایشان صادر می‌شود. او در آغاز «شفیقی» تخلّص می‌کرد. امّا بعدها با سرودن شعری زیبا به «شکیبا» تغییرش می‌دهد.
هارون شفیقی پس از تألیفات و اشعار و ترجمه‌های ارزندهٔ فراوانی به تاریخ دوشنبه ۱۱ تیر ۱۳۸۰ در شهرستان کرج درگذشت.

## آثار
- غنچه‌های دانش (شامل شرح حال و نمونه آثار بیست و پنج شاعر گیلانی) چاپ ۱۳۳۲
- گفتار (شامل مقاله‌های کوتاه هارون شفیقی در باب مسائل اجتماعی) چاپ ۱۳۳۷
- ترجمه کتاب «ایها الولد» از ابوحامد غزالی از عربی با عنوان یک نامه به فارسی، چاپ ۱۳۳۷
- گزینه‌ای از اشعار در قالب قصیده و غزل که شاعر به اقتفای استادان متقدم (سعدی، حافظ، خواجو، کلیم کاشانی، مشتاق اصفهانی و …) یا شاعران معاصر (پروین اعتصامی، سیمین بهبهانی، پروین دولت‌آبادی و …) سروده‌است، چاپ ۱۳۴۳
- ترجمه و اقتباس از اثری از یکی از نویسندگان عرب به نام عبدالله فکری، در مقوله اصالت عقل در قالب داستان، چاپ ۱۳۴۶
- تاریخچه عنبران اردبیل و شرح احوال علما و عرفای آن روستا، چاپ ۱۳۶۵
- تنبیه النفس، قصیده‌ای به مطلع ذیل در استقبال از شینیه خاقانی، چاپ ۱۳۷۲